# Grimmia caespiticia
Grimmia caespiticia là một loài Rêu trong họ Grimmiaceae. Loài này được (Brid.) Jur. mô tả khoa học đầu tiên năm 1882.

## Hình ảnh

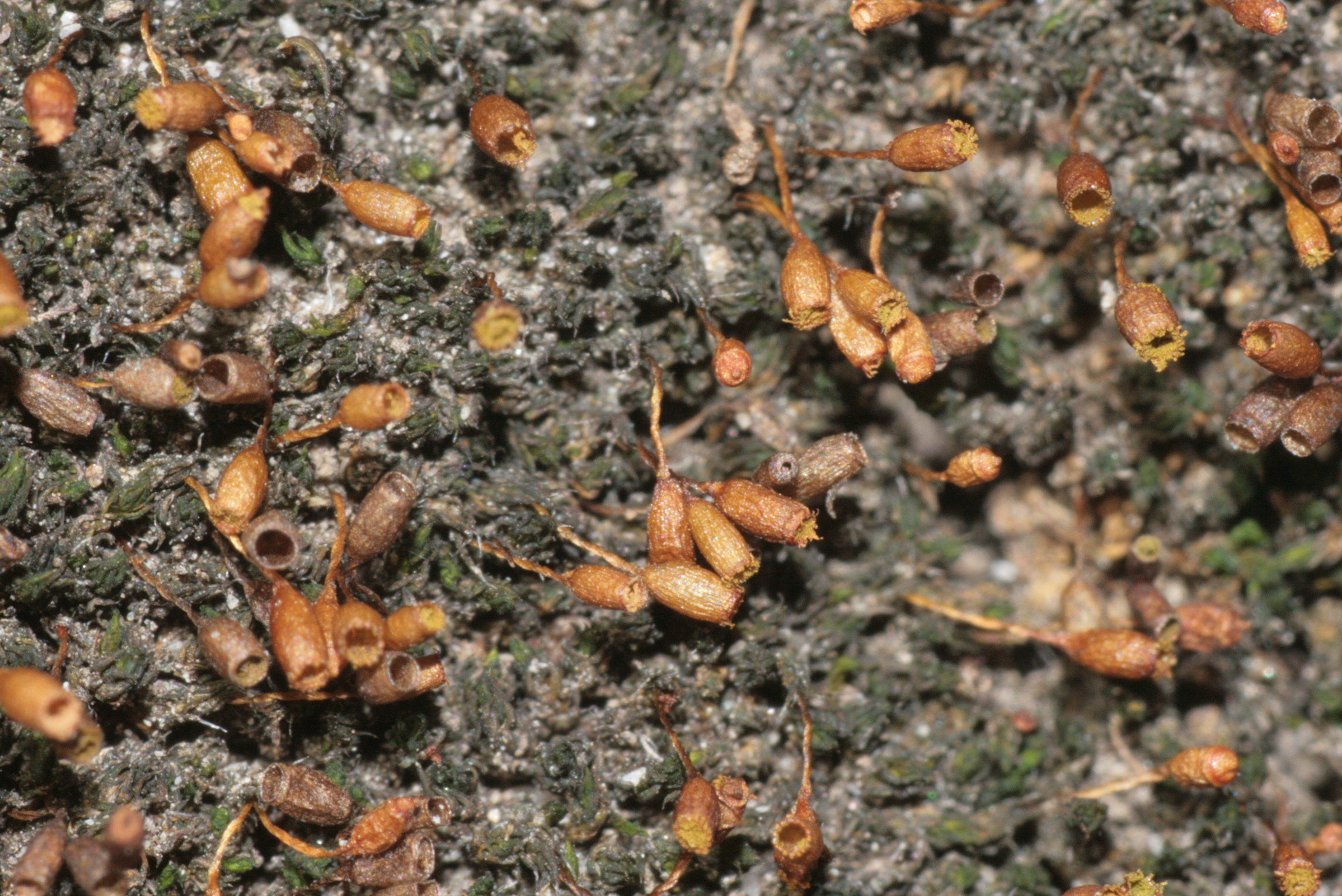
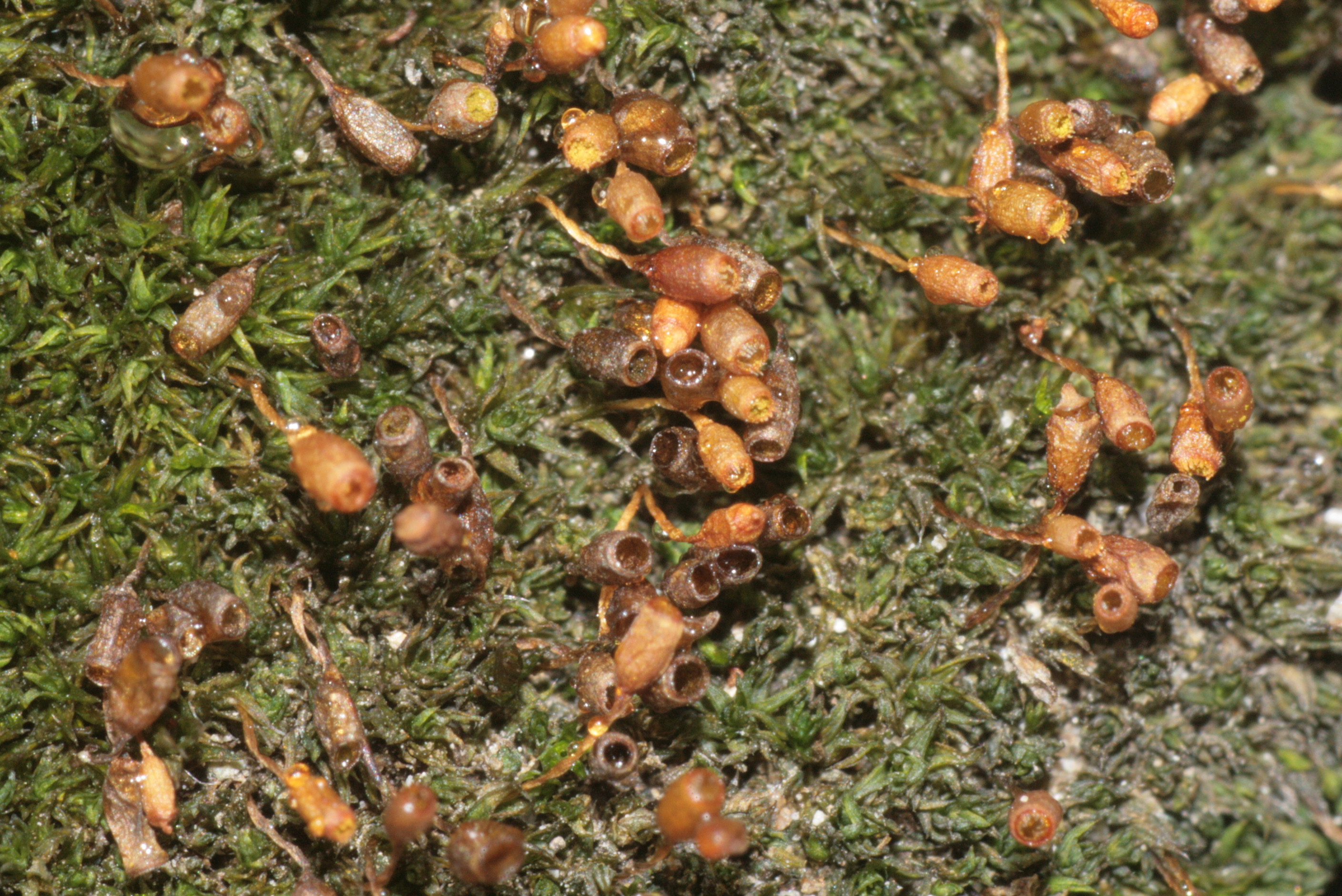
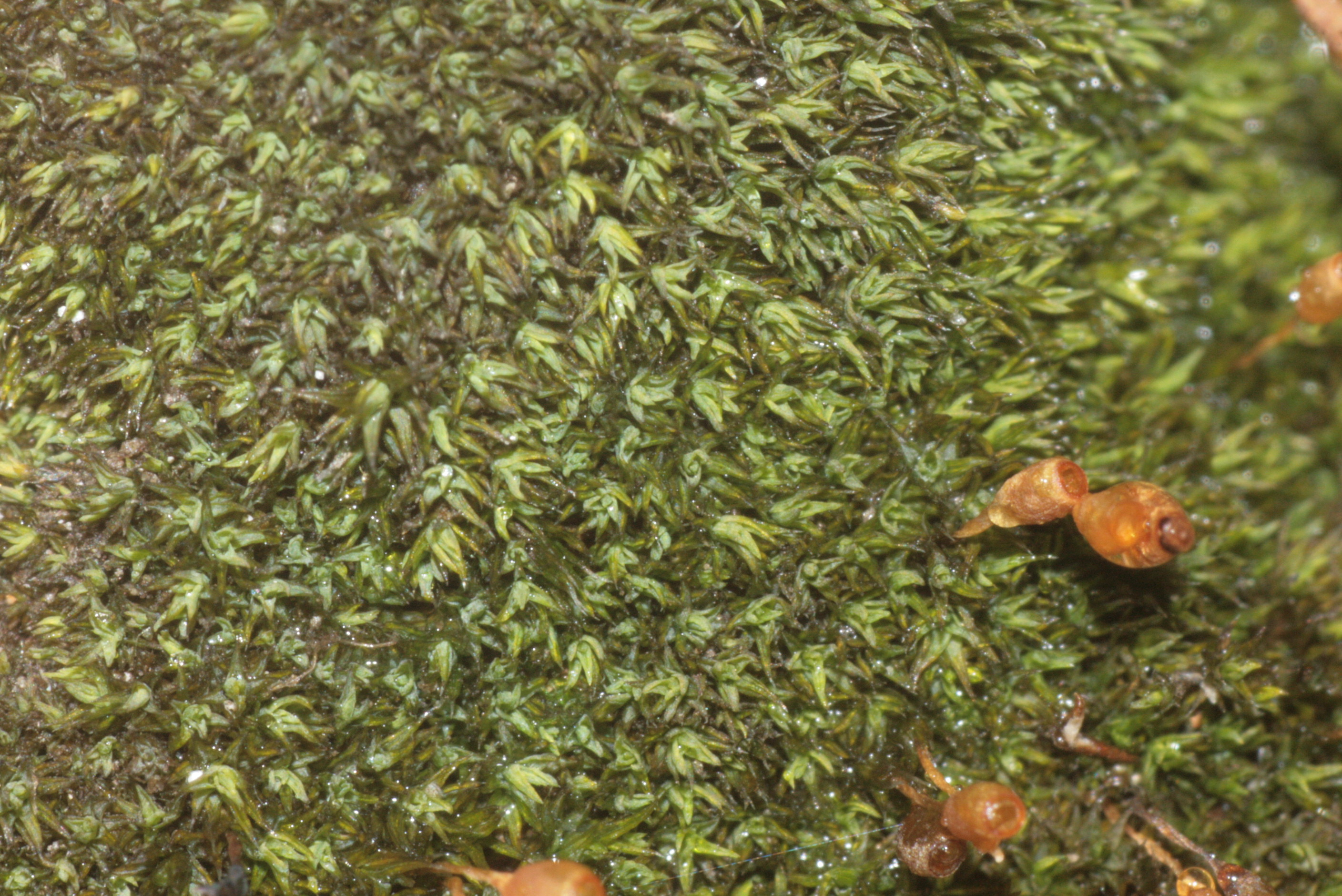
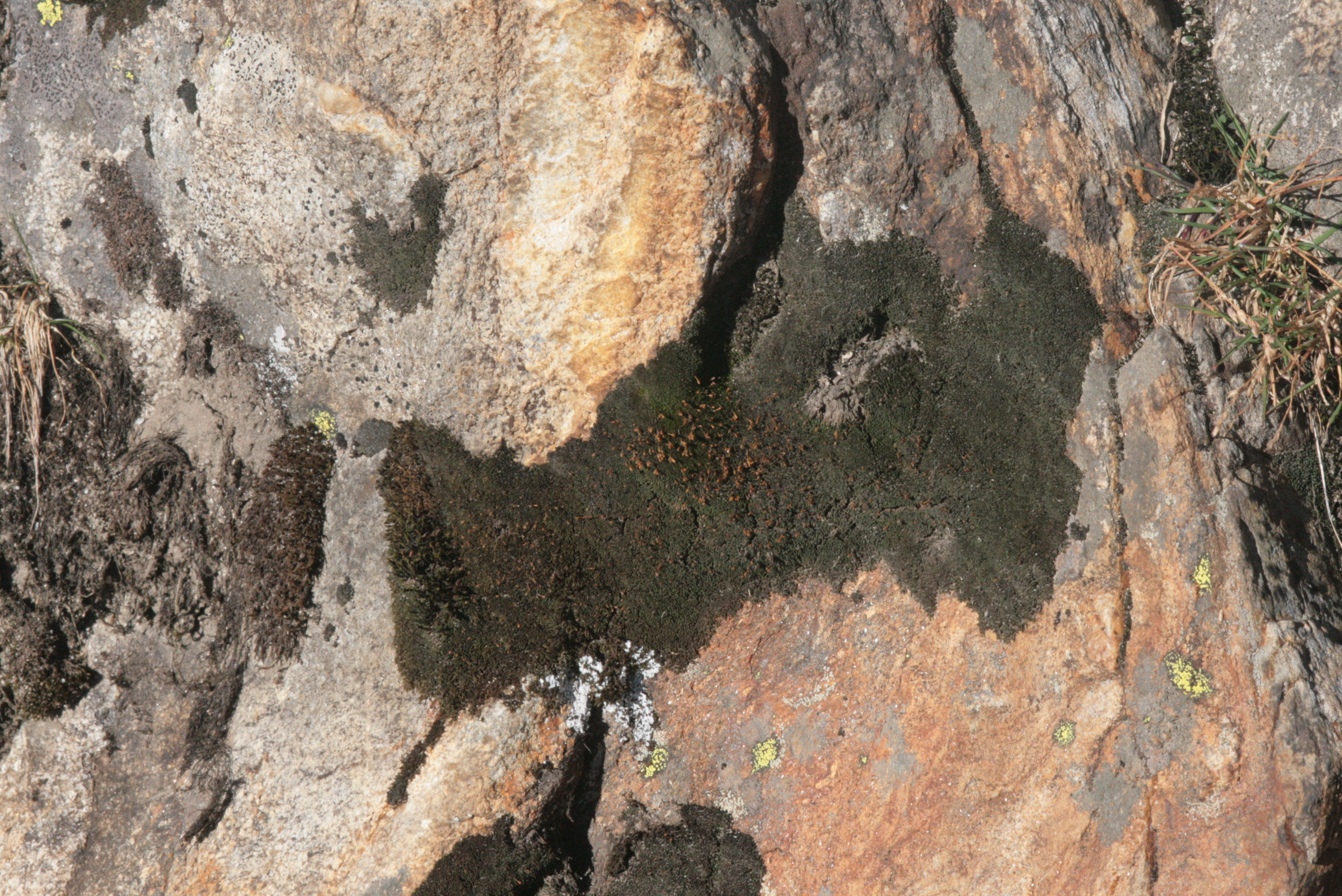